# Haemulon melanurum
Haemulon melanurum is een straalvinnige vissensoort uit de familie van de grombaarzen (Haemulidae). De wetenschappelijke naam van de soort is als Perca melanura gepubliceerd in 1758 door Linnaeus in de tiende editie van Systema naturae. 